# Sopwith Bulldog
Sopwith 2FR.2 Bulldog byl britský dvoumístný dvouplošný víceúčelový stíhací letoun, vyvinutý za první světové války společností Sopwith Aviation Company. Byl zamýšlen jako náhrada úspěšného typu Bristol F.2 Fighter. Postaveny byly pouze dva prototypy.

## Vývoj a popis
V roce 1917 společnost Sopwith na vlastní náklady vyvíjela dvoumístný víceúčelový bojový letoun FR.2 Buffalo poháněný francouzským vodou chlazeným vidlicovým osmiválcem Hispano-Suiza 8. Brzy se však ukázalo, že těchto motorů bude nedostatek. Sopwith proto letoun přepracoval na typ 2FR.2 Bulldog, poháněný rotačním jedenáctiválcem Clerget 11Eb o výkonu 200 k (147 kW). Zkoušky prototypu provedené v prosinci 1917 ukázaly jeho špatné letové vlastnosti, zejména nízkou ovladatelnost a obratnost. Sopwith proto letoun přestavěl, mimo jiné jej vybavil novými křídly s větším rozpětím a výkonnějším motorem Clerget 11E (260 k, 191 kW). Dodaný motor však udávaného výkonu zdaleka nedosahoval (naměřeno bylo jen mírně přes 200 k). Nové zkoušky (letoun dostal označení X3) provedené od května 1918 na letišti Martlesham Heath však opět neproběhly uspokojivě. Sopwith v červnu 1918 dokončil ještě druhý prototyp (X4), tentokrát poháněný hvězdicovým devítíválcem ABC Dragonfly o výkonu 320 k (225 kW). Kvůli nízkým výkonům se typ nikdy nedostal do sériové výroby. Druhý prototyp sloužil do roku 1919 ke zkouškám pohonné jednotky. Obdobně neúspěšný byl podobně koncipovaný letoun Sopwith  Hippo.

## Konstrukce
Letoun byl celodřevěný dvouplošník kompaktních rozměrů. Kostru trupu tvořily dřevěné příhrady vyztužené dráty. Rotační motor byl v krátké přídi. Směrem dozadu průřez trupu plynule přecházel z kruhového do obdélníkového. Letoun byl vybaven pevným ostruhovým podvozkem. Křídla o malé štíhlosti byla vybavena křidélky. Ocasní plochy byly konstrukce obvyklé pro letouny Sopwith. Posádku tvořil pilot a pozorovatel, který zároveň plnil roli střelce. Výzbroj tvořily dva synchronizované 7,7mm kulomety Vickers ovládané pilotem a dva pohyblivé 7,7mm kulomety Lewis ovládané střelcem.

## Varianty
- Bulldog Mk.I – první prototyp (X3) poháněný rotačním motorem Clerget.
- Bulldog Mk.II – druhý prototyp (X4) poháněný hvězdicovým motorem A.B.C.

## Specifikace

### Technické údaje (Bulldog I, 1917)
- Posádka: 2 (pilot, střelec/pozorovatel)
- Rozpětí: 8,08 m (10,29 m po přestavbě)
- Délka: 7,6 m
- Výška: 2,67 m
- Nosná plocha: 31,12 m²
- Hmotnost prázdného letounu: 655 kg
- Vzletová hmotnost : 1133 kg
- Pohonná jednotka: 1× rotační motor Clerget 11Eb
- Výkon pohonné jednotky: 200 k (147 kW)

### Výkony
- Maximální rychlost: 176 km/h ve výšce
- Vytrvalost: 2 h
- Dostup: 4575 m

### Výzbroj
- 2× 7,7mm kulomet Vickers
- 2× 7,7mm kulomet Lewis